# رژیم غذایی مدیترانه‌ای

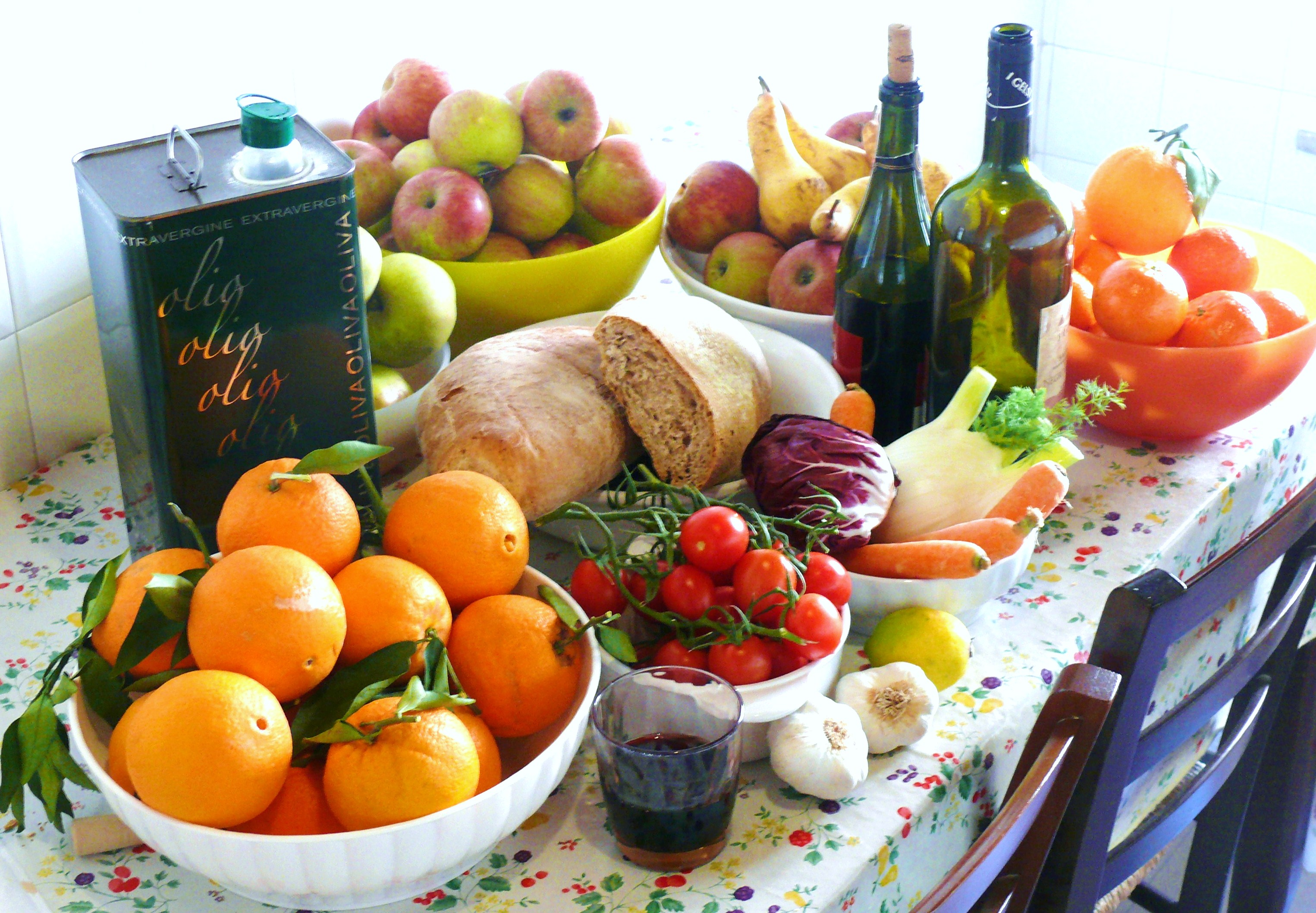
برخی از محصولات رژیم غذایی مدیترانه‌ای

رژیم غذایی مدیترانه‌ای یک رژیم غذایی جدید است که از نوع تغذیه سنتی مردم یونان، اسپانیا، ایتالیا و مراکش الهام گرفته شده‌است. اساس این رژیم بر مصرف نسبتاً بالای روغن زیتون، حبوبات، غلات کامل، میوه و سبزیجات و مصرف متوسط ماهی و محصولات لبنی به‌ویژه ماست و پنیر و نیز مصرف شراب و مصرف بسیار کم گوشت و محصولات گوشتی استوار است.
این رژیم در تاریخ چهارم دسامبر ۲۰۱۳ از سوی یونسکو به عنوان میراث فرهنگی ناملموس کشورهای یونان، اسپانیا، ایتالیا، مراکش، پرتغال، قبرس و کرواسی به ثبت رسید.
این رژیم غذایی علیرغم نامش در تمام کشورهای حوزه مدیترانه یکسان نیست و تفاوتهایی در آشپزی این کشورها مشاهده می‌شود، به عنوان مثال در شمال ایتالیا از روغن زیتون فقط در تهیه سالاد استفاده می‌شود و برای پخت و پز از کره و چربی خوک استفاده می‌کنند. همچنین در بیشتر کشورهای شمال آفریقا و خاورمیانه استفاده از روغن دنبه گوسفند و روغن حیوانی رواج دارد. بنابراین استفاده از عنوان رژیم مدیترانه‌ای در متون علمی صحیح نمی‌باشد چرا که نمی‌توان گفت که رژیم مدیترانه‌ای دقیقاً از چه ترکیبات یا غذاهایی تشکیل شده‌است.

## اثر رژیم مدیترانه‌ای بر سلامتی
در رژیم مدیترانه ای روغن زیتون اصلی ترین منبع تامین چربی به حساب می‌رود. در تحقیقاتی که روی موشها صورت گرفته مشخص شده‌است که چربی غیرفشرده و سبک روغن زیتون در دستگاه گوارش با نیترات موجود در سبزیجات تازه ترکیب شده و نیترواسید چربی تولید می‌کند که فشار خون را کاهش می‌دهد. پژوهشگران می‌گویند که ترکیب میوه‌های روغنی مثل بادام، گردو، فندق و همین‌طور آووکادو با سبزیجات نیز نتیجه مشابهی دارد.
در پژوهشی در دانشگاه لندن و دانشگاه کالیفرنیا انجام شده، پژوهشگران با استفاده از موشهایی که با مهندسی ژنتیک پرورش یافته‌اند تأثیر نیترواسید چرب را روی این جانوران بررسی کردند. مشخص شد که این ماده با متوقف کردن ترشح آنزیمی به نام اپوکسید هیدرولاسه (هیدرولیس) فشار خون را کاهش می‌دهد. به نظر این پژوهشگران از آنجایی که همین آنزیم در دستگاه گوارش انسان نیز وجود دارد، تأثیر این ماده روی بدن انسان نیز به همین شکل خواهد بود. این نکته مشخص می‌کند که چرا رژیم غذایی مدیترانه‌ای با وجودی که خود شامل انواعی از چربی هاست ولی در مجموع یک رژیم غذایی سالم است.

## نحوه مصرف
در جزئیات نحوه تغییر رژیم غذایی به رژیم مدیترانه‌ای اختلاف نظرهایی وجود دارد. با این حال اثر مثبت اصول اصلی رژیم مدیترانه‌ای در پیشگیری از ابتلا به بیماری‌هایی نظیر بیماری‌های قلبی، دیابت نوع 2، سکته مغزی و مرگ زودهنگام در مطالعات متعدد تایید شده است . اصول اصلی رژیم مدیترانه‌ای را می‌توان در موارد زیر خلاصه نمود:
- استفاده مرتب از غلات کامل، حبوبات و سبزیجات در رژیم روزانه
- استفاده از ماهی در رژیم غذایی حداقل دوبار در هفته
- جایگزینی روغن زیتون به جای سایر روغن‌های مصرفی
- استفاده از میوه‌های تازه به عنوان دسر [۹][۱۰]